# Lirceus richardsonae
Lirceus richardsonae és una espècie de crustaci isòpode pertanyent a la família dels asèl·lids.

## Distribució geogràfica
Es troba a Nord-amèrica: els Estats Units (Ohio).